# Pavlovski Possad
Pavlovski Possad (en russe : Павловский Посад) est une ville de l'oblast de Moscou, en Russie, et le centre administratif du raïon Pavlovo-Possadski. Sa population s'élevait à 65 592 habitants en 2014.

## Géographie
Elle est située à la confluence des rivières Kliazma et Vokhna, à 68 km à l'est de Moscou, sur la ligne de chemin de fer Moscou–Vladimir.

## Histoire
Pavlovski Possad est d'abord le village de Pavlovo, vers 1328. L'industrie textile s'y développe à partir du XVIIIe siècle. En 1844, Pavlovo et plusieurs villages se regroupent et obtiennent le statut de ville, sous le nom de Pavlovski Possad. Aujourd'hui, les écharpes et les foulards de Pavlovski Possad ont une bonne réputation.

## Population
Recensements (*) ou estimations de la population
| 1856  | 1897*  | 1926*  | 1939*  | 1959*  | 1970*  |
| ----- | ------ | ------ | ------ | ------ | ------ |
| 2 900 | 10 000 | 20 717 | 42 821 | 55 025 | 66 443 |

| 1979*  | 1989*  | 2002*  | 2010*  | 2013   | 2014   |
| ------ | ------ | ------ | ------ | ------ | ------ |
| 70 258 | 71 297 | 61 982 | 63 711 | 64 989 | 65 592 |

## Économie
Les principales entreprises de Pavlovski Possad sont :
- AOOT Pavlovo-Possadski Kambolchtchik (en russe : АООТ Павлово-Посадский камвольщик), fondée en 1864, qui fabrique des tissus de laine.
- OAO Pavlovopossadskaïa Platotchnaïa Manoufaktoura (en russe : Павловопосадская платочная мануфактура), fondée en 1795, fabrique des foulards et des châles en laine.
- OAO OKB Eksiton (en russe : ОАО ОКБ Экситон), qui fabrique des circuits intégrés.